# Сенное (Одесская область)
Сенно́е (укр. Сінне́) — село, относится к Балтскому району Одесской области Украины.
Население по переписи 2001 года составляло 721 человек. Почтовый индекс — 66160. Телефонный код — 4866. Занимает площадь 3,26 км². Код КОАТУУ — 5120688201.

## Местный совет
66160, Одесская обл., Балтский р-н, с. Сенное